# Amityville Death House
Amityville Death House es una película de terror estadounidense del 2015 dirigida por Mark Polonia, escrita por John Oak Dalton y protagonizada por Eric Roberts. Fue lanzada directamente en video y es la duodécima película inspirada en la novela de 1977 The Amityville Horror de Jay Anson.

## Argumento
Durante el siglo XVII, una bruja blanca llamada Abigail Wilmont se mudó a Amityville después de ser expulsada de Salem. Cuando la magia de Abigail no logró salvar la vida de un niño enfermo, la culparon de ser la causa misma de la enfermedad del niño y la lincharon en las afueras de Amityville. En el presente, un brujo conocido como el Señor Oscuro se propone vengar la muerte de Abigail utilizando una baraja de tarot y un Libro de los Muertos para resucitar a Abigail como una entidad semicorpórea que libera en Amityville.
Mientras conducen de regreso a casa después de un viaje humanitario a Florida, Tiffany Raymond y sus amigos Aric, Bree y Dig hacen una parada en Amityville para visitar a la abuela de Tiffany, Florence. La salud física y mental de Florence ha ido deteriorándose desde que encontró un diario que pertenecía a Abigail. Florence vive en la antigua casa de Abigail, la cual tiene las mismas ventanas superiores con forma de media luna que la 112 Ocean Avenue. Mientras Tiffany y sus amigos cuidan de Florence y leen el diario, son observados por Abigail, quien ha comenzado a asesinar a los descendientes de los aldeanos que la mataron en el siglo XVII. Entre los descendientes se encuentran Florence y Tiffany.
Después de asesinar a otros cinco descendientes, Abigail rompe el cuello de Florence y hipnotiza a Aric y Dig para que ataquen a Bree y Tiffany. Durante la lucha, la blusa de Tiffany se rasga, revelando que tiene seis pechos, señal de que es una bruja, según el Señor Oscuro. Tiffany utiliza su propia magia para devolverle la conciencia a Aric y Dig, y juntos atacan a Abigail, quien hiere de gravedad a Dig antes de ser severamente herida por Aric. Abigail procede a poseer el cadáver de Florence y luego a Bree. La posesión de Abigail provoca que Bree mute en un monstruo similar a una araña que mata a Aric. Tiffany, al darse cuenta de que el poder de Abigail está vinculado a su diario, prende fuego al libro; esto hace que la casa de Florence explote, atrayendo la atención del sheriff McGrath que pasaba por allí. Una de las páginas del diario se salva de quemarse por completo sin que McGrath lo note.
Dado que su diario no fue destruido por completo, Abigail no fue vencida, y la película termina revelando que ha poseído a Tiffany.

## Reparto
- Kyrsten St. Pierre como Tiffany Raymond
- Michael Merchant como Aric
- Cassandra Hayes como Bree
- Houston Baker como Dig
- Ken Van Sant como Sheriff Steve McGrath
- Danielle Donahue como Charlayne White
- Steve Diasparra como Wardell
- Kathryn Sue Young como Veronica
- Jeff Kirkendall como Zeke
- Yolie Canales como Florence Raymond
- Austin Dragovich como Gilly
- Todd Carpenter como Ernest
- Mark Polonia como Deputy Sullivan
- Eric Roberts como El Brujo

## Recepción
Tex Hula clasificó Amityville Death House como la quinta peor de veintiuna películas de Amityville que revisó para Ain't It Cool News. Hula señaló que el póster de la película y la secuencia en la que una mujer se transforma en una criatura similar a una araña fueron las únicas cosas impresionantes, y opinó además que la actuación en la película era incluso peor que en The Amityville Haunting.

## Enlaces extarnos
- Amityville Death House en Internet Movie Database (en inglés).

- Amityville Death House en Rotten Tomatoes (en inglés).

- Datos: Q19627358